# Danh sách trường đại học và cao đẳng tại Lào
Đây là danh sách các trường đại học và cao đẳng ở Lào.
- Đại học Champassak
- Cao đẳng Lào-Hàn (Lao-Korean College)
- Đại học Quốc gia Lào
- Đại học Quản trị Kinh doanh Rattana (RBAC) (Rattana Business Administration College)
- Đại học Savannakhet (Savannakhet University) - Tỉnh Savannakhet
- Đại học Souphanouvong
- Đại học Khoa học Y tế (University of Health Sciences)
- Trường cao đẳng nghề kỹ thuật hữu nghị Hà Nội - Vientiane (Vientiane - Hanoi Friendship Technical Vocational College)
- Đại học Sisavangvong